# مايكل روتر (متسابق دراجات نارية)
مايكل روتر (بالإنجليزية: Michael Rutter) مواليد 18 أبريل 1972، هو متسابق دراجات نارية بريطاني. نافس في سباقات بطولة العالم لفئة 500 سي سي. كما شارك في بطولة العالم للسوبربايك.

## روابط خارجية
- مايكل روتر على موقع MotoGP.com (الإنجليزية)
- مايكل روتر على موقع WorldSBK.com (الإنجليزية)